# التأثيرات الصينية على الفخار الإسلامي
التأثيرات الصينية على الفخار الإسلامي تغطي فترة تبدأ من القرن الثامن الميلادي على الأقل إلى القرن التاسع عشر. يجب النظر إلى تأثير الخزف الصيني على الفخار الإسلامي في السياق الأوسع للأهمية الكبيرة للثقافة الصينية على الفنون الإسلامية بشكل عام.

## أقدم التبادلات

### الاتصالات قبل الإسلام مع آسيا الوسطى

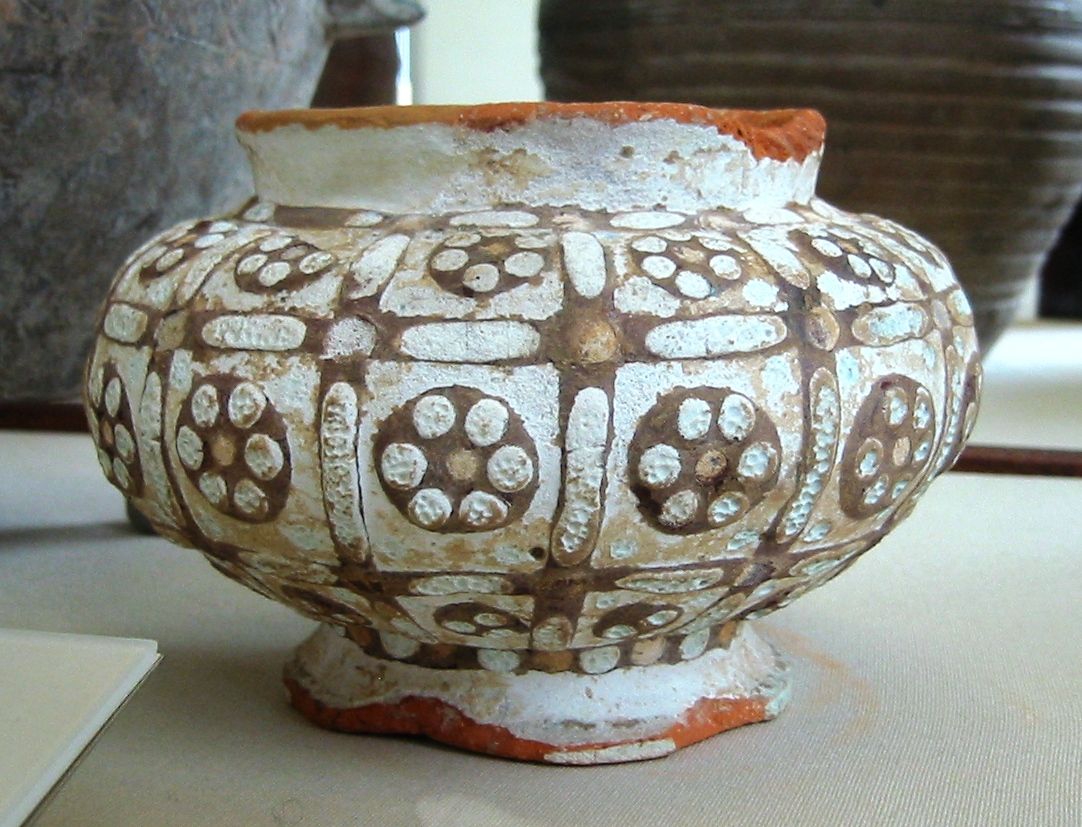
مزهرية تشو الشرقية، يُعتقد أنها تتضمن تأثيرات غربية (القرنين الثالث والرابع قبل الميلاد)

وعلى الرغم من المسافات، هناك أدلة على وجود بعض الاتصالات بين شرق وجنوب غرب آسيا منذ العصور القديمة. يبدو أن بعض التأثيرات الغربية المبكرة على الفخار الصيني ظهرت في الفترة من القرن الثالث إلى القرن الرابع قبل الميلاد. يُعتقد أن وعاءً فخاريًا أحمر من عهد تشو الشرقية، مزينًا بطبقة مُزججة ومُطعّمًا بعجينة زجاجية، وهو الآن موجود في المتحف البريطاني، كان يقلد الأوعية المعدنية، التي ربما كانت من أصل أجنبي. يُعتقد أن التأثير الأجنبي على وجه الخصوص شجع اهتمام تشو الشرقية بزخارف الزجاج.
فُتحَت الاتصالات بين الصين وآسيا الوسطى رسميًا في الفترة من القرن الثاني إلى القرن الأول قبل الميلاد من خلال طريق الحرير. وفي القرون التالية، استفادت الصين من تدفق ثقافي كبير، تجسد في ظهور الفن الأجنبي، والأفكار والأديان الجديدة (وخاصة البوذية)، وأنماط الحياة الجديدة في الصين. وقد جمعت التأثيرات الفنية بين تعدد الثقافات التي امتزجت على طول طريق الحرير، وخاصة الثقافات الهلنستية والمصرية والهندية والآسيوية الأوسطية، مما أظهر عالمية قوية.
تظهر هذه التأثيرات المختلطة بشكل خاص في الفخاريات في شمال الصين في القرن السادس، مثل تلك التي تعود إلى سلالة تشي الشمالية (550-577) أو سلالة تشو الشمالية (557-581). في تلك الفترة، بدأت تظهر الفخاريات عالية الجودة المطهوة على نار عالية، والتي تسمى "النوع المجوهر"، والتي تتضمن زهور اللوتس (النيلم الجوزي) من الفن البوذي، بالإضافة إلى عناصر من التصاميم الساسانية مثل دوائر اللؤلؤ، وأقنعة الأسد أو الموسيقيين والراقصين. أفضل هذه السيراميكات تستخدم طلاءات خضراء مزرقة أو صفراء أو زيتونية.

### الفترة الإسلامية المبكرة

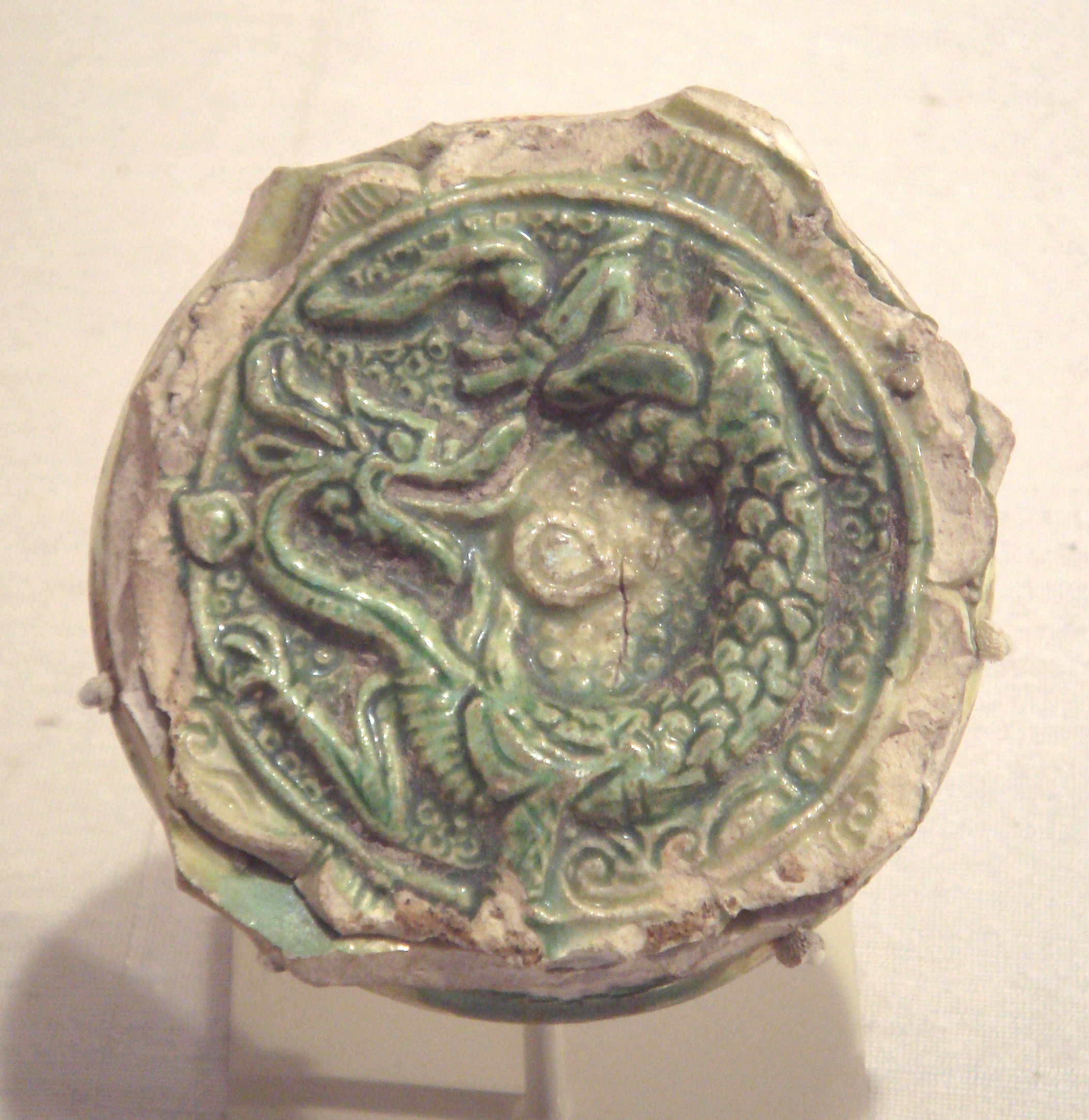
قطعة فخار من عهد أسرة تانغ مطلية بطلاء فخار ثلاثي الألوان، أواخر القرن السابع وأوائل القرن الثامن، تم التنقيب عنها في نيسابور في إيران

تميزت الاتصالات المباشرة بين العالمين الإسلامي والصيني بمعركة طلاس في عام 751 في آسيا الوسطى. ومن المعروف أن المجتمعات الإسلامية (العرب والفُرس) كانت موجودة في الصين منذ وقت مبكر من القرن الثامن الميلادي، وخاصة في الموانئ التجارية مثل كانتون وهانغتشو.
منذ القرن التاسع فصاعدًا، بدأ التجار المسلمون في استيراد الخزف الصيني، الذي كان يشكل جوهر تجارة السلع الفاخرة في المحيط الهندي في ذلك الوقت. كانت هذه الأشياء الغريبة محل تقدير في العالم الإسلامي وأصبحت أيضًا مصدر إلهام لصانعي الفخار المحليين.
تعود الاكتشافات الأثرية للفخار الصيني في الشرق الأوسط إلى القرن الثامن، بدءًا من الفخار الصيني في فترة تانغ (618-907). عُثر على بقايا خزف من فترة تانغ (618-907) في سامراء وقطسيفون في العراق الحالي، وكذلك في نيسابور في إيران الحالية. وتشمل هذه المنتجات الخزفية البيضاء من أفران شمال الصين، والأواني الحجرية المزججة بالسيلادون والتي نشأت في أفران يوي في شمال جيجيانغ، والأواني الحجرية المرشوشة من أفران تشانغشا في مقاطعة خونان.
كان الفخار الصيني من الهدايا التي تُقدم في الأراضي الإسلامية: كتب الكاتب الإسلامي محمد بن الحسين بهاكي في عام 1059 أن علي بن عيسى، حاكم خراسان، قدم إلى هارون الرشيد، الخليفة، عشرين قطعة من الخزف الإمبراطوري الصيني، لم يسبق أن عُثر على مثلها في بلاط خليفة من قبل، بالإضافة إلى 2000 قطعة أخرى من الخزف".

### أسرتي يوان ومينغ

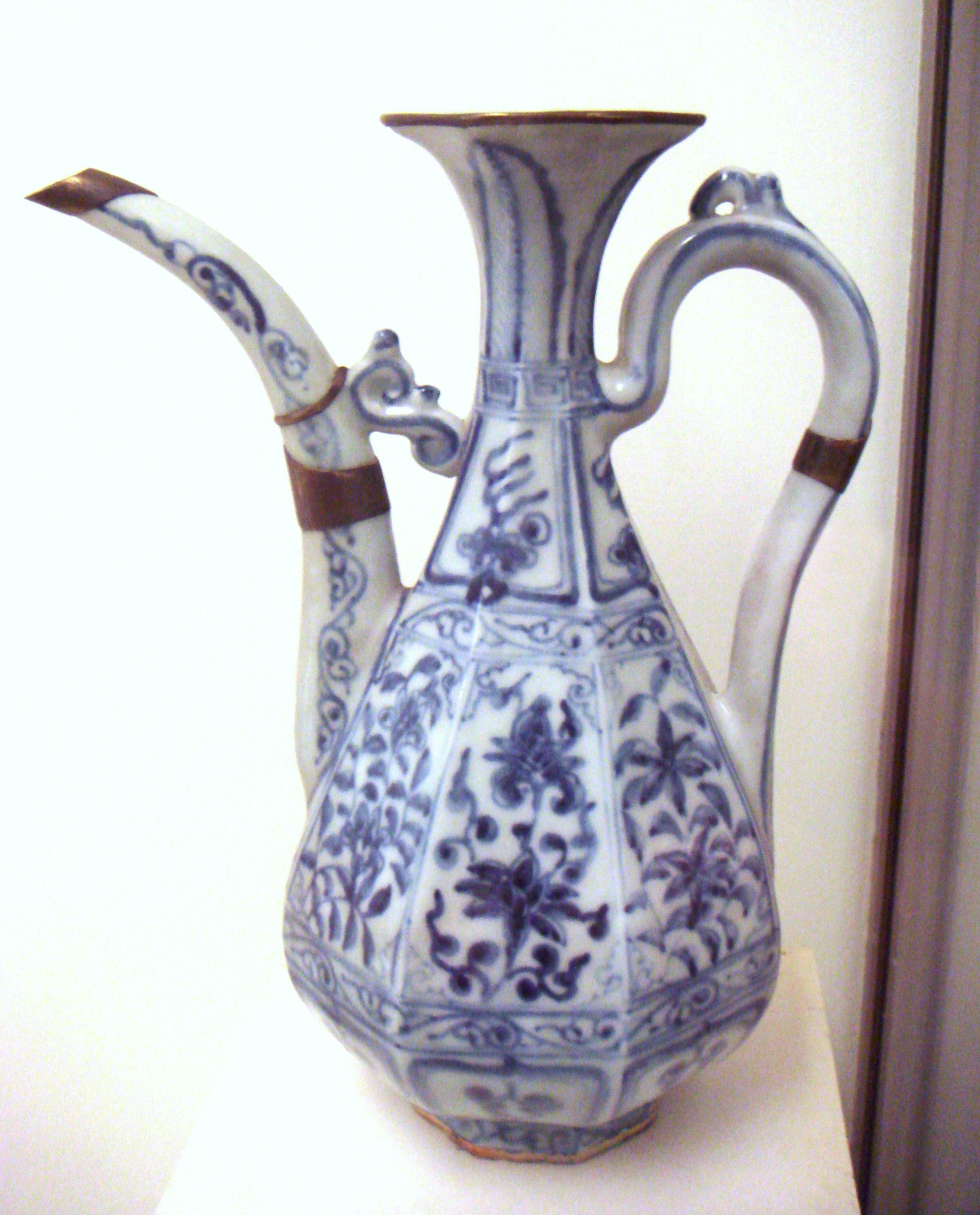
الخزف الصيني الأزرق والأبيض المبكر، حوالي عام 1335، أوائل عهد أسرة يوان، جينغدتشن، باستخدام شكل شرق أوسطي

بحلول وقت الغزو المغولي للصين، كانت تجارة التصدير غربًا إلى العالم الإسلامي قد تأسست بشكل كبير، وبدأت المحاولات الإسلامية لتقليد الخزف الصيني في أجسام الفخار (عجينة الحجر) الخاصة بهم في القرن الثاني عشر. كانت هذه المنتجات أقل نجاحًا من تلك التي أنتجتها صناعة الفخار الكورية، ولكنها في النهاية تمكنت من توفير منافسة محلية جذابة للواردات الصينية. كان الإنتاج الصيني قادرًا على التكيف مع تفضيلات الأسواق الأجنبية؛ فكانت أطباق السيلادون الأكبر حجمًا مما كانت تريده السوق الصينية مفضلة لتقديمها في الولائم الأميرية في الشرق الأوسط. كان يُعتقد أن الأواني السيلادونية هناك لديها القدرة على اكتشاف السم، عن طريق التعرق أو الكسر. بعد حوالي عام 1450، فقدت منتجات السيلادون رونقها في الصين، واستمر إنتاجها بجودة أقل، وكان مخصصًا للتصدير.
يبدو أن السوق الإسلامية كانت ذات أهمية خاصة في السنوات الأولى للخزف الصيني الأزرق والأبيض، والذي يبدو أنه كان يُصدّر بشكل رئيس حتى عهد أسرة مينغ؛ وكان يطلق عليه الصينيون اسم "الأزرق الإسلامي". مرة أخرى، كانت الأطباق الكبيرة نمطًا للتصدير، وكانت الزخارف الملونة بكثافة باللونين الأزرق والأبيض من يوان مستوحاة بشكل كبير من الزخارف العربية واللفائف النباتية للزخرفة الإسلامية، وربما أخذت الأسلوب في الغالب من أمثلة الأعمال المعدنية، والتي وفرت أيضًا أشكالًا لبعض الأوعية. كان هذا النمط من الزخرفة يقتصر آنذاك على اللونين الأزرق والأبيض، ولم يعد موجودًا في الخزف الأحمر والأبيض الذي كان يفضله الصينيون أنفسهم في ذلك الوقت. كان اللون الأزرق الكوبالتي المستخدم مستوردًا من بلاد فارس، وكانت تجارة تصدير الخزف تتم عن طريق مستعمرات التجار المسلمين في تشيوانتشو، وهي ملائمة لمصانع الفخار الضخمة في جينغدتشن، وموانئ أخرى إلى الجنوب. غالبًا ما يُتجاهل الأصل الفارسي لصبغة الكوبالت الخزفية في السرديات التاريخية بسبب الاعتقاد الخاطئ الشائع بأن الخزف الأزرق والأبيض كان ابتكارًا صينيًا محليًا بحتًا.
تبع بداية عهد أسرة مينغ سريعًا صدور مرسوم عام 1368، الذي يحظر التجارة مع الدول الأجنبية. ولم تكن هذه المحاولة ناجحة بالكامل، واضطررنا إلى تكرارها عدة مرات، واستمر تقديم الهدايا الدبلوماسية الإمبراطورية الباذخة، مع التركيز على الحرير والخزف (19 ألف قطعة من الخزف في عام 1383)، ولكنها أعاقت بشدة تجارة التصدير. خُففَت هذه السياسة في عهد الإمبراطور التالي بعد عام 1403، ولكنها كانت قد حفزت بحلول ذلك الوقت بشكل كبير إنتاج الفخار الذي يحاكي الأنماط الصينية في العالم الإسلامي نفسه، والذي كان قد وصل بحلول ذلك الوقت إلى مستوى عالٍ من الجودة في العديد من البلدان (مرتفع بما يكفي لخداع الأوروبيين المعاصرين في العديد من الحالات).
في كثير من الأحيان كان الإنتاج الإسلامي يقلد ليس الأساليب الصينية الحديثة، بل أساليب أواخر عهد أسرة يوان وأوائل عهد أسرة مينج. وبدوره، بدأ صانعو الفخار الصينيون في أوائل القرن السادس عشر في إنتاج بعض العناصر ذات الأنماط الإسلامية الواضحة، بما في ذلك النقوش المختلطة باللغة العربية. يبدو أن هذه المنتجات قد صُنعت خصيصًا لسوق المسلمين الصينيين المتنامية، وربما لأولئك الموجودين في البلاط الذين يرغبون في مواكبة مغازلة الإمبراطور تشنغده (حكم من عام 1505 إلى عام 1521) للإسلام.

## التطور

### يو وير

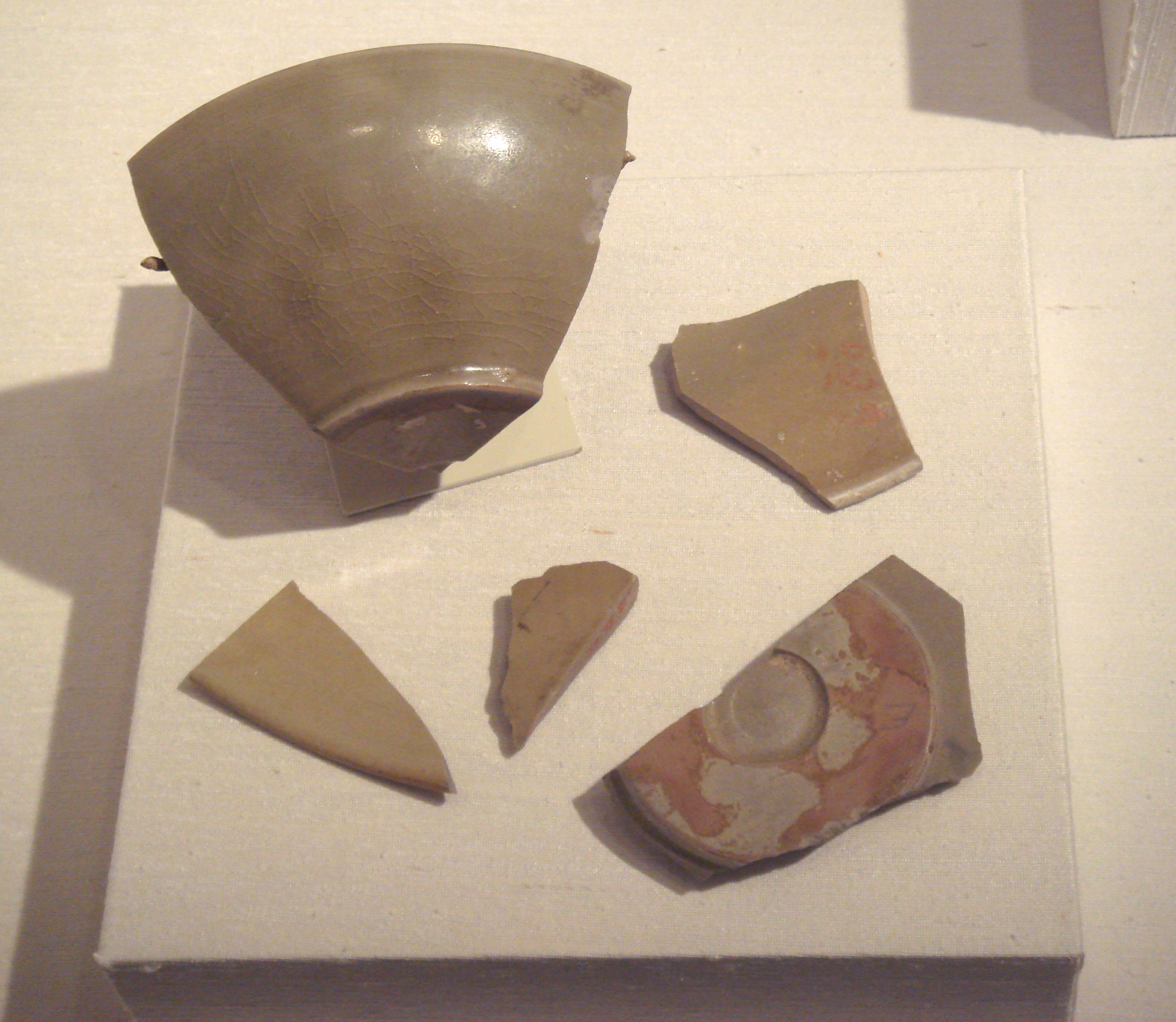
قطعة فخار من عهد أسرة تانغ مطلية باللون السيلادوني (خزف يوي)، عُثر عليها في سامراء ، العراق

نشأت أواني يوي في أفران يوي في شمال جيجيانغ، في موقع جي يوان بالقرب من شاوشينغ، المسمى "يويتشو" (越州) في العصور القديمة. صُنعَت أواني يوي لأول مرة في القرن الثاني الميلادي، عندما كانت تتكون من بعض التقليد الدقيق للغاية للأواني البرونزية، والتي عُثر على العديد منها في مقابر منطقة نانجينغ. بعد هذه المرحلة الأولية، تطورت أواني يوي تدريجيًا إلى شكل خزفي حقيقي، وأصبحت وسيلة حقيقية للتعبير الفني. توقف الإنتاج في جي يوان في القرن السادس، لكنه امتد إلى مناطق مختلفة من تشجيانغ، وخاصة حول شواطئ شانجلينهو في يوياوشيان.
كانت أواني يوي ذات قيمة عالية، وكانت تستخدم كجزية للبلاط الإمبراطوري في شمال الصين في القرن التاسع. ومن الجدير بالذكر أنه اُستخدم أيضًا في معبد فامن الأكثر احترامًا في الصين في مقاطعة شنشي. صُدرَت أواني يوي إلى الشرق الأوسط في وقت مبكر، ونُقِّبَت عن شظايا من أواني يوي في سامراء بالعراق، في مثال مبكر للتأثيرات الصينية على الفخار الإسلامي، وكذلك إلى شرق آسيا وجنوب آسيا وكذلك شرق إفريقيا من القرن الثامن إلى القرن الحادي عشر.

### أدوات الفخار ثلاثي الألوان

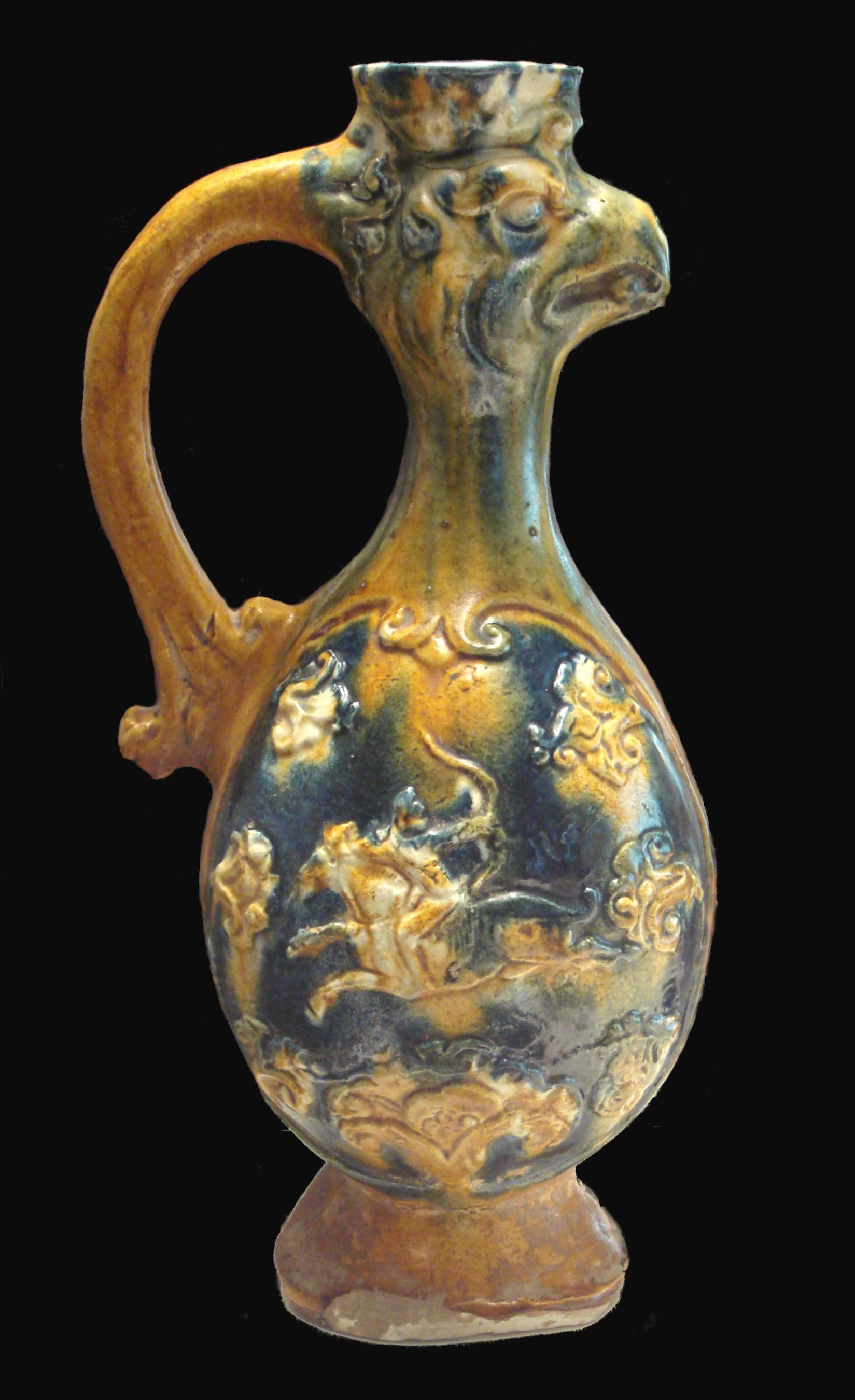
مزهرية تانغ للفخار ثلاثي الألوان (سانكاي) التي تعرض التأثيرات الآسيوية الوسطى والفارسية، القرنين الثامن والتاسع. متحف غيميه.

صُدرَت شظايا فخارية من فترة تانغ مطلية بطلاء فخار ثلاثي الألوان (سانكاي) متعدد الألوان منخفض الحرارة من القرن التاسع إلى دول الشرق الأوسط مثل العراق ومصر، ونُقب عنها في سامراء في العراق الحالي وفي نيسابور في إيران الحالية. وسرعان ما اُعتمدَت هذه الأنماط الصينية في الصناعات المحلية في الشرق الأوسط. وقد قام الحرفيون العراقيون بصنع نسخ منها منذ القرن التاسع الميلادي.
من أجل تقليد الفخار ثلاثي الألوان الصيني، اُستخدم التزجيج الرصاصي فوق الأوعية المطلية بالانزلاق الأبيض والتزجيج عديم اللون. تم بعد ذلك رش الطلاء الرصاصي الملون على السطح، حيث تم نشره وخلطه، وفقًا لتقنية الانزلاق.
كما قُلدَت الأشكال أيضًا، مثل الأطباق المفصصة الموجودة في الخزف الصيني وأواني الفضة التي أعيد إنتاجها في العراق خلال القرنين التاسع والعاشر.

وعلى العكس من ذلك، كانت هناك تأثيرات عديدة من آسيا الوسطى والفارسية تعمل على تصميمات سلع الفخار ثلاثي الألوان الصينية: صور لمحاربين من آسيا الوسطى، ومشاهد تمثل موسيقيين من آسيا الوسطى، ومزهريات على شكل أباريق من الشرق الأوسط.

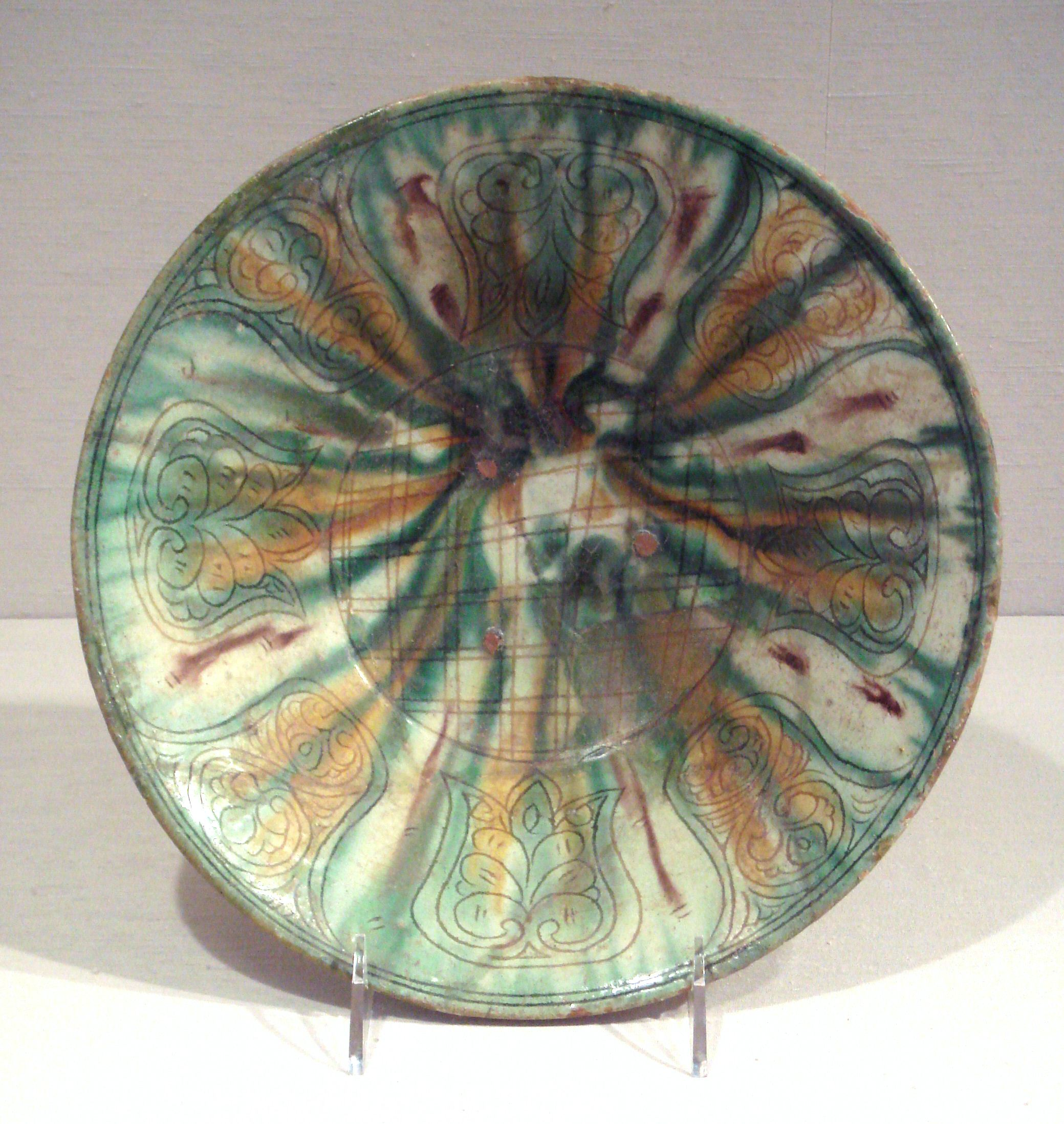
خزف إيراني ثلاثي الألوان، القرن التاسع إلى العاشر
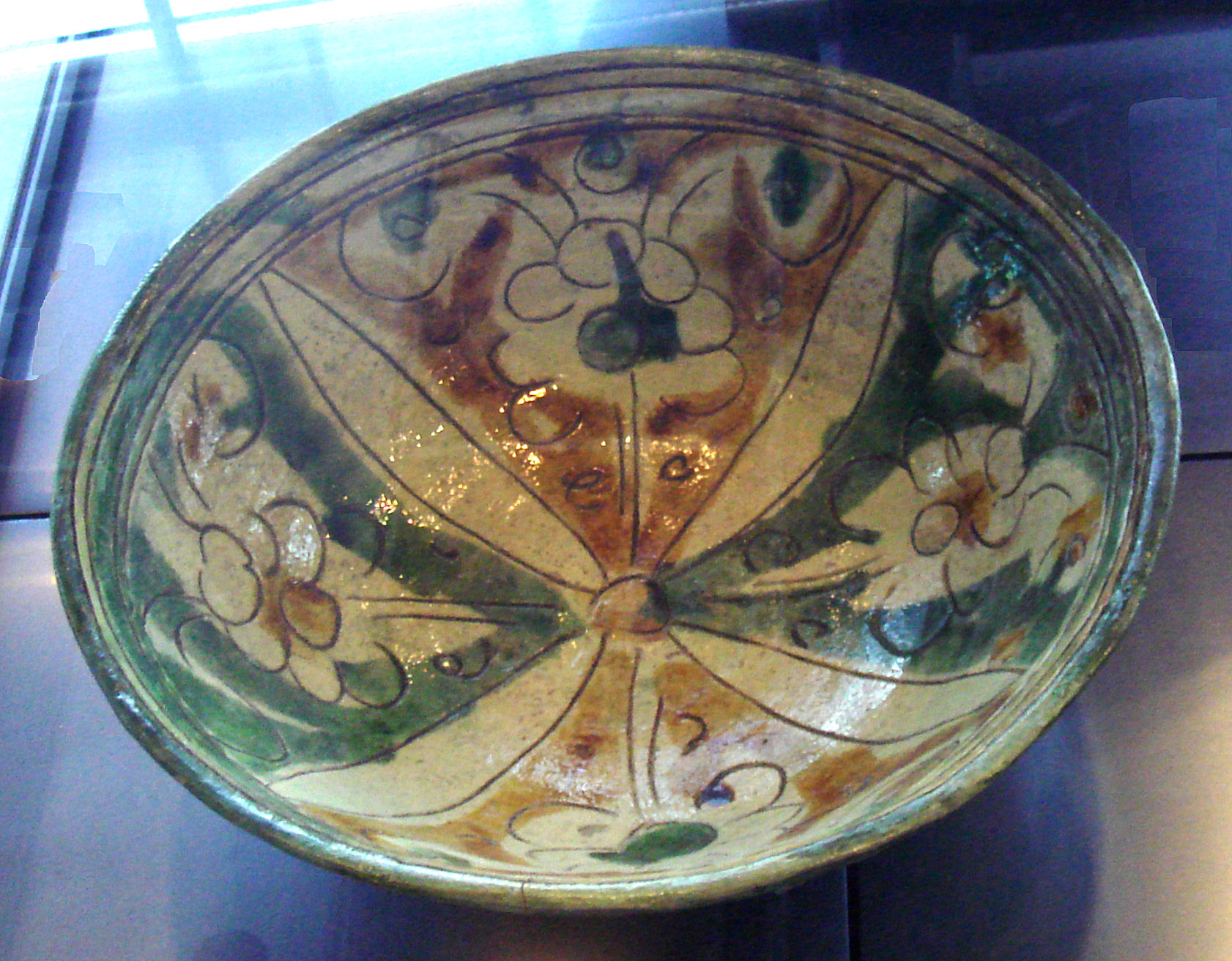
خزف شامي ثلاثي الألوان، القرن الثالث عشر
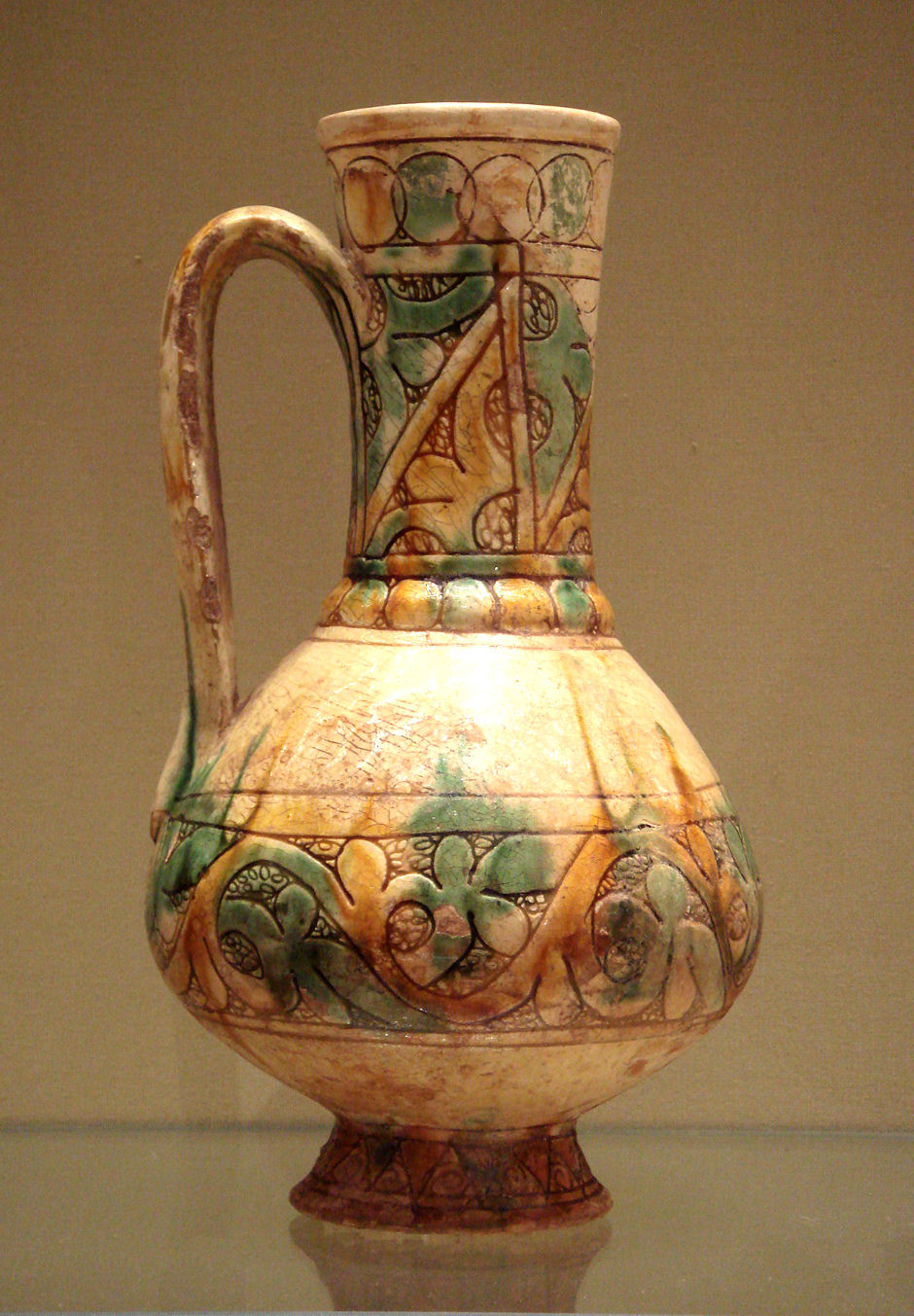
خزف مزجج ثلاثي الألوان إسلامي، وُجد في قبرص، القرن الرابع عشر

### الفخار الأبيض

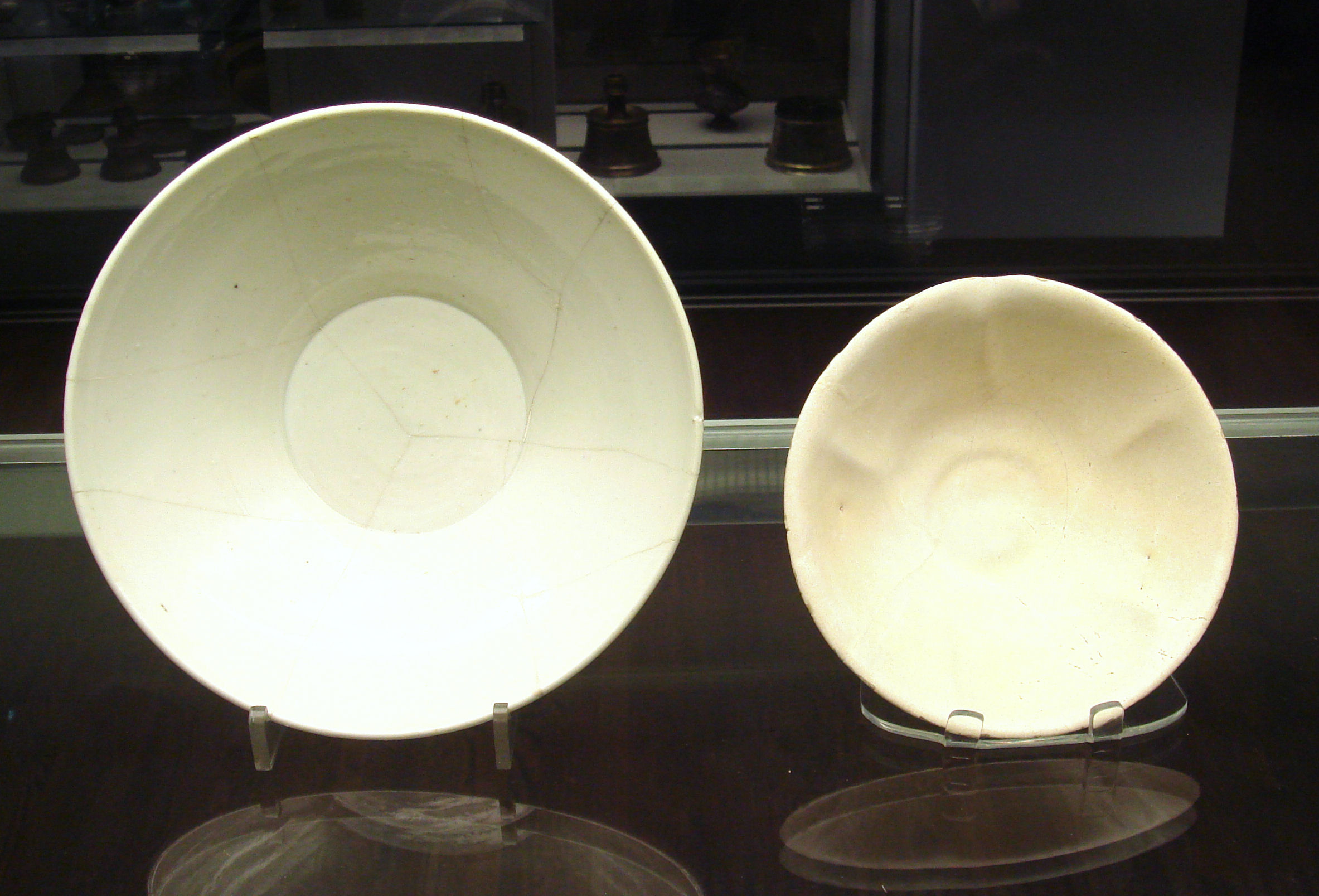
وعاء صيني من الفخار الأبيض عُثر عليه في إيران (يسار)، ووعاء فخاري عُثر عليه في المينا (تركيا) (يمين)، وكلاهما يعود إلى القرنين التاسع والعاشر. موجودان في المتحف البريطاني.

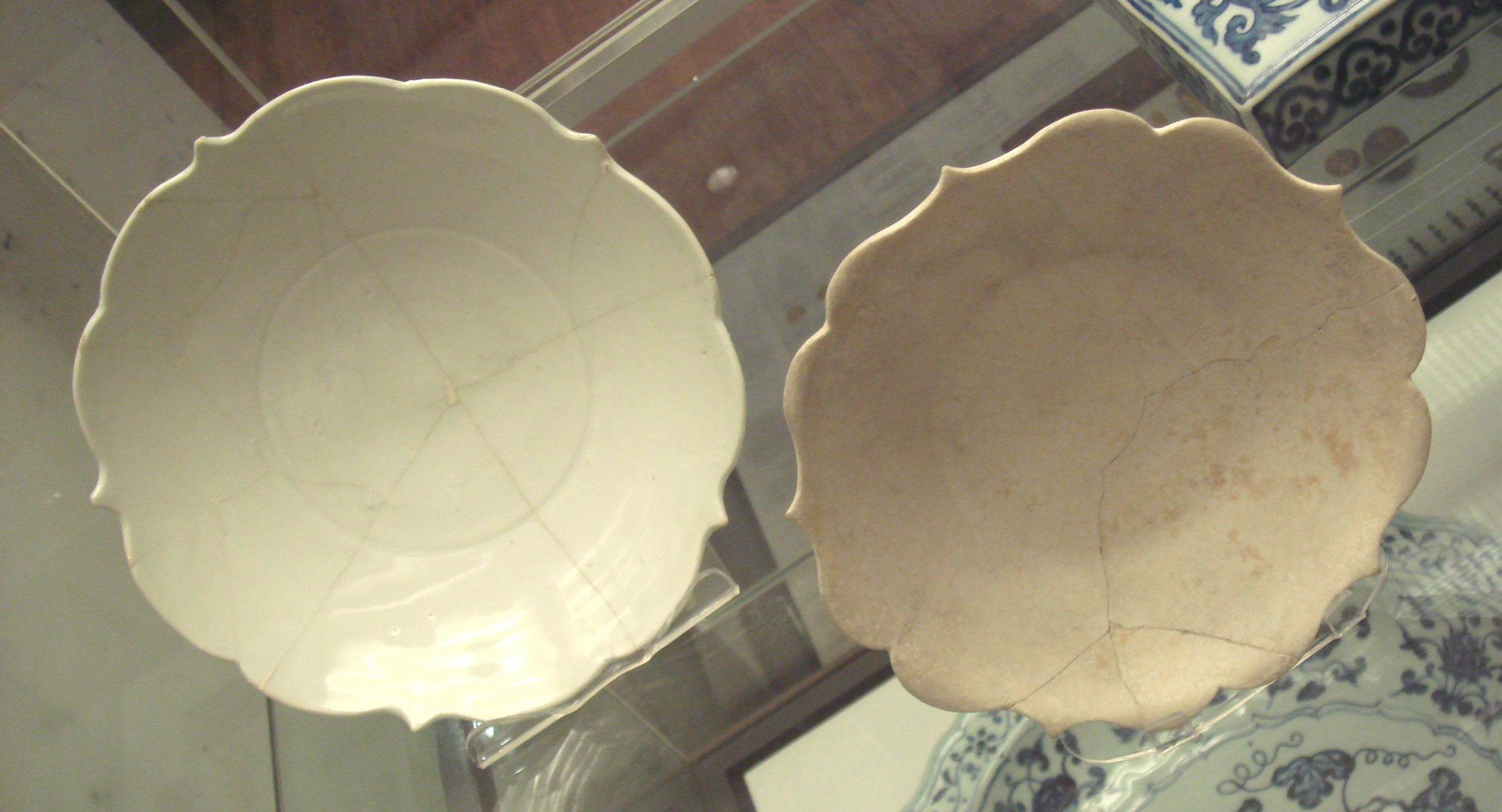
طبق صيني أبيض من الفخار (يسار)، يعود تاريخه إلى القرن التاسع، عُثر عليه في إيران، وطبق من عجينة الحجر صُنع في إيران (يمين)، يعود تاريخه إلى القرن الثاني عشر

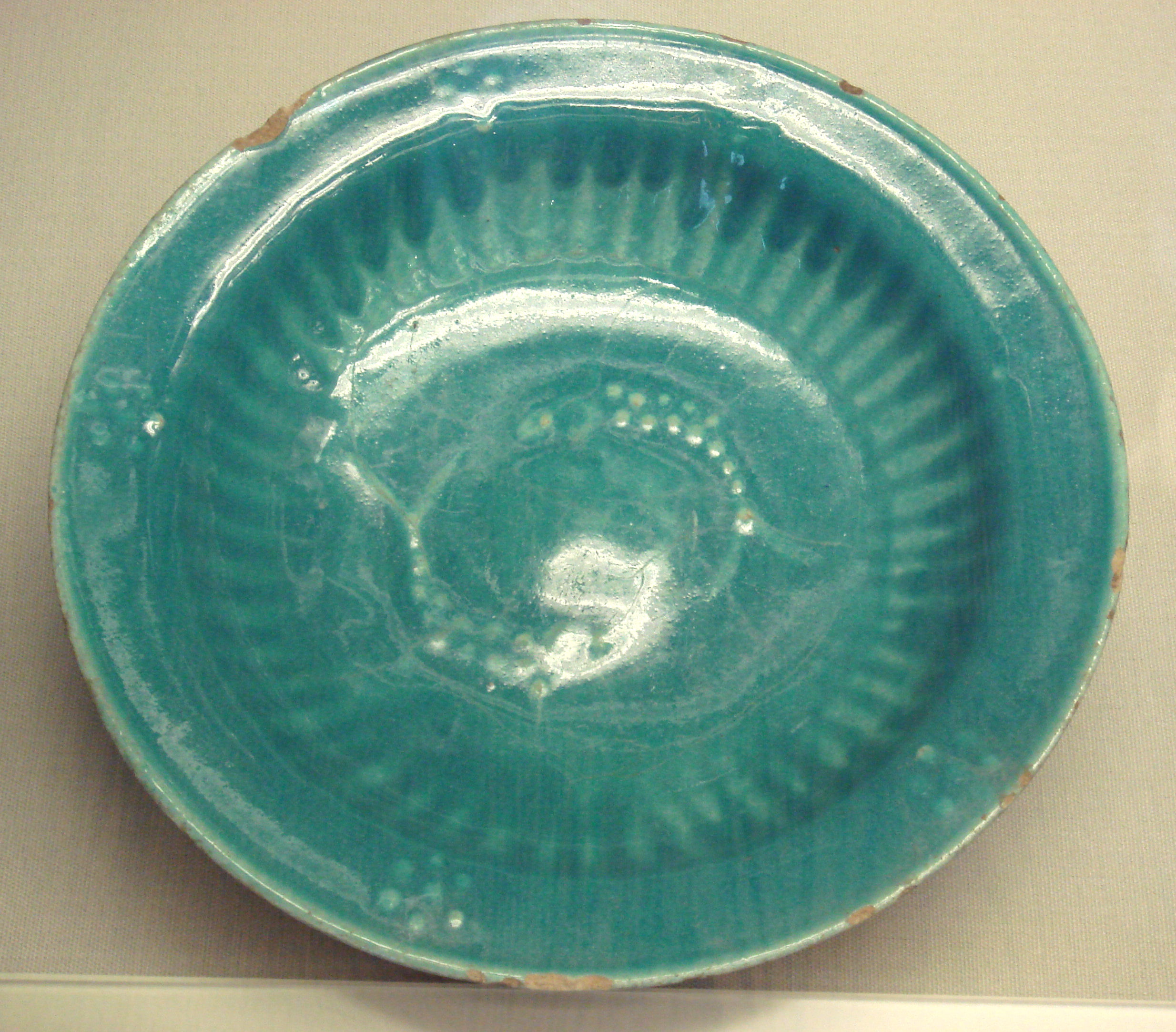
فخار إسلامي مطلي باللون الفيروزي مع زخارف سمكية، تقليدًا لخزف السيلادون الصيني، ربما من إيران، في القرن الرابع عشر

كان صانعو الفخار المحليون في مصر والشام ينتجون أواني فخارية بيضاء لامعة مزججة منذ وقت مبكر من القرن الثامن، ربما أخذوا هذه الحرفة من الفُرس الساسانيين. بعد أن أطاحت الخلافة العباسية بالخلافة الأموية في عام 750 م، انتقلت عاصمة الخلافة من دمشق إلى بغداد. وقد شهدت هذه الخطوة نقل الفخار وتقنيات تصنيع السيراميك من مصر والشام إلى العراق، كما كانت مؤشرًا على التركيز على التجارة مع شرق آسيا، وتحديدًا الصين في عهد أسرة تانغ. اُخترع الخزف في القرن التاسع الميلادي وأُنتج من خلال طين الكاولين والحرق في درجات حرارة عالية، وقُدم إلى العالم الإسلامي من خلال هذه التجارة. ولم تتمكن الورش الإسلامية من إنتاج الخزف بسبب افتقارها إلى طين الكاولين المحلي. ومع ذلك، بدأ الخزافون المسلمون في استخدام الأواني الفخارية اللامعة ذات اللون الأبيض بدلًا من الأواني الفخارية اللامعة ذات اللون الأصفر لمحاكاة الواردات الصينية بشكل أفضل. لقد صنعوا أوعية فخارية فاخرة ذات حافة متوهجة بلطف وغطوها بطلاء أبيض أصبح معتمًا بإضافة القصدير، وهو مثال مبكر على طلاء القصدير. كان هذا الشكل المميز سمة أخرى تم تبنيها من الأوعية الصينية المستوردة.
في أواخر القرن الحادي عشر، طور صانعو الفخار تقنيات عجينة الحجر، أو الفريتوير، من أجل الحصول على أجسام صلبة تقترب من الصلابة التي يحصل عليها الخزف الصيني. سمحت شعبية الفخاريات ومتانتها لصانعي الفخار الفارسيين بتجربة عدد من التقنيات، ومن أبرزها عمل ثقوب في العمل قبل إطلاقه من أجل خلق عدد من الشفافية في القطعة. تعود أمثلة هذه التقنية إلى نهاية القرن الحادي عشر في مصر، أي قبل 500 عام من استخدام تقنية مماثلة في إنتاج الخزف الصيني المصنوع من "حبوب الأرز". بحلول بداية القرن الثالث عشر، أصبح الفريت منتجًا عالي الإنتاجية لصناع الفخار الفارسيين، وخاصة في المراكز الكبرى مثل كاشان والري.

### أواني السيلادون
كانت الأواني الصينية الخضراء، أو السيلادون، هي أكثر الأواني شيوعًا المستوردة من الصين إلى إيران بدءًا من القرن التاسع. وفي العصر الإيلخاني، تجلى ذلك في التقليد الإيراني للأصول الصينية. كان صانعو الفخار الفرس ينتجون أوعية اللوتس، وهي أوعية منحدرة بلطف ذات بتلات منحوتة ومسافة بادئة في المنتصف، ويزينونها بأسماك مصبوبة، وهي سمة أخرى مميزة للسيلادون الصيني. ومع ذلك، كانت النسخ الإيرانية في كثير من الأحيان أكبر حجمًا من الأعمال الصينية الأصلية، مما يعكس التفضيلات المختلفة للمناطق في الحجم.

### الفخار الأزرق والأبيض
ابتداءً من القرن الرابع عشر، كانت الفخاريات الزرقاء والبيضاء موقعًا للتفاعل الثقافي الكبير بين الصين وإيران. أدى الطلب على الفخار الصيني الأزرق والأبيض في إيران إلى استيراد كميات كبيرة من الفخار، فضلًا عن الإنتاج المحلي من الفخار الأزرق والأبيض المتأثر بالصين.
نادرًا ما كان صانعو الفخار الإسلاميون في العصر العباسي ينتجون فخارًا أبيض نقيًا وغالبًا ما كانوا يزينون أعمالهم بزخارف هندسية وزهرية زرقاء اللون. وقد أثر استخدام الكوبالت لاحقًا على إنتاج الخزف الأزرق والأبيض في الصين في القرن الرابع عشر. في بعض المناسبات، تضمنت الأواني الصينية الزرقاء والبيضاء أيضًا تصاميم إسلامية، حيث تحولت الأشكال الأنيقة من أواني سونغ إلى أشكال ضخمة تشبه الأعمال المعدنية، وربما يعزى ذلك إلى تقليد المنتجات المعدنية في الشرق الأوسط. يمكن العثور على هذا في حالة بعض القطع النحاسية المملوكية التي حُولت إلى تصاميم من الخزف الصيني الأزرق والأبيض. وبعد ذلك، أصبحت الأواني الصينية الزرقاء والبيضاء شائعة للغاية في الشرق الأوسط، حيث تعايشت الأنواع الصينية والإسلامية. معظم الفخاريات الإيرانية الزرقاء والبيضاء المتبقية عبارة عن أوعية ذات حلقات قدم ضيقة وبعض الأشكال المميزة للفخاريات الصينية الزرقاء والبيضاء مثل المزهرية ذات الكتفين العاليتين والمعروفة باسم مييبينغ في الصين.
انتقل الخزف الصيني من القرن الرابع عشر أو الخامس عشر إلى الشرق الأوسط والشرق الأدنى، وخاصة إلى الإمبراطورية العثمانية إما من خلال الهدايا أو من خلال الغنائم الحربية. كانت التصاميم الصينية مؤثرة للغاية لدى مصنعي الفخار في إزنيق، في تركيا. تشير الأدلة المادية إلى أن فخار يوان كان يُنسخ في كثير من الأحيان من الحرفيين المسلمين. كان تصميم "العنب" في عهد أسرة مينغ يحظى بشعبية كبيرة على وجه الخصوص وأُعيد إنتاجه على نطاق واسع في ظل الدولة العثمانية. كما استوعب أسلوب الفخار الفارسي المعروف باسم خزف الكوباتشي التأثير الصيني، حيث قام بتقليد كل من الخزف السيلادوني والخزف الأزرق والأبيض في عهد أسرة مينغ. أبدع الخزافون المسلمون زخارف هجينة مبتكرة، تنسجم بشكل أفضل مع سياق الفن الإسلامي. وقد حدث هذا التحول من خلال تبسيط الزخارف الصينية، وإعادة تفسيرها من منظور وأسلوب ثقافة الحرفي. يمكن ربط الخزف الصيني الأزرق والأبيض في هذا الوقت بالتصاميم الزهرية والحيوانات، في حين يحتوي الخزف الإيراني في القرن الرابع عشر على زخارف هندسية وترتيبات متماثلة.
تُظهر الأواني التيمورية الزرقاء والبيضاء من أواخر القرن الرابع عشر وأوائل القرن الخامس عشر العديد من أوجه التشابه بين هذه الخزفيات الإسلامية والخزف الصيني. تُعدّ هذه الأواني الزرقاء والبيضاء الإيرانية الأقرب من حيث الشبه إلى تلك التي تعود إلى فترة أسرة يوان الصينية. فقد تميّزت هذه الحقبة بتشابهات عديدة بين الأواني الزرقاء والبيضاء الصينية ونظيرتها في الشرق الأوسط، على الرغم من استمرار وجود بعض الاختلافات الأسلوبية. ويتّضح ذلك في تبنّي خزّافي العصر التيموري لتصميم بتلات اللوتس، الذي كان يُستخدم في الصين، لتزيين أوانيهم الزرقاء والبيضاء. ففي الصين، كان هذا التصميم يُحاط عادةً برموز بوذية. أما التيموريون، فقد أدمجوا عناصرهم الخاصة ضمن إطار بتلات اللوتس، إما من خلال تبسيط تلك الرموز البوذية أو استبدالها بلفائف الأرابيسك. وتشير الحفريات في موقع تلّ إبليس إلى أن مدينة كرمان كانت مركز صناعة الأواني الزرقاء والبيضاء خلال تلك الفترة.
يُرجَّح أن البلاطات الزرقاء والبيضاء المصنوعة في دمشق قد أُنتجت على يد حرفيين كانوا يعملون في الأصل تحت رعاية تيمور. وتُشير التصاميم الهندسية الموجودة على هذه البلاطات إلى "أسلوب الألواح" التيموري، في حين تستحضر الزخارف المناظر الطبيعية فيها أسلوب الرسم الجداري في سمرقند.
بدءًا من القرن الخامس عشر في بلاد فارس وآسيا الوسطى، بُنيت مبانٍ مزخرفة ومعقدة تسمى "تشيني كانيه" ("منازل الخزف") في العالم الإسلامي لإيواء الخزف الصيني. وهي محاريب مبنية في جدران وأقبية تشيني خانه. صُممت فتحات فردية خصيصًا لحمل قطع خزفية معينة. كانت الكنيسة الصينية التي بناها أولوغ بيك في سمرقند مبطنة أيضًا ببلاط الخزف الصيني.
إن انتشار الخزف الصيني الأزرق والأبيض إلى بلدان أخرى، وما تبعه من تقليد واسع لهذه المنتجات، يُعدّ دليلاً على أولوية الصين في اعتبار هذا النوع من الخزف سلعة تصديرية بالغة الأهمية. وقد كانت الطرق البحرية هي الوسيلة الأساسية لنقل هذا الخزف، حيث شقّ طريقه غرباً عبر الهند مروراً بجزر المالديف، إلى موانئ الخليج، ومنطقة البحر الأحمر، وحتى إلى شرق إفريقيا. ويُعزى ذلك على الأرجح إلى عوامل عملية، مثل القدرة على نقل كميات كبيرة بكفاءة وسرعة، إضافة إلى هشاشة هذه المنتجات. وقد كُشف عن كميات كبيرة من الخزف الصيني الأزرق والأبيض في مدينة الفسطاط بمصر، حيث دلت العديد من قطع الخزف المحلي المصنوع بأسلوب مشابه على وجود حركة مزدهرة لصناعة الخزف الأزرق والأبيض في الشرق الأوسط بحلول القرن الرابع عشر. أما في سوريا، فقد كان لتدفّق الخزف الصيني إلى دمشق — من فترة اليوان حتى أسرة مينغ — تأثير واضح في أعمال الخزّافين المحليين. ومن الأمثلة البارزة على محاولات التقليد الواضحة طبق حماة، العائد إلى أواخر القرن الرابع عشر، والمحفوظ في المتحف الوطني بدمشق، والذي يُجسّد مسعى صريحاً من الخزّافين السوريين لمحاكاة الخزف الصيني الأزرق والأبيض. وكانت معظم شحنات الخزف الصيني تصل إلى الموانئ الخليجية، مثل جزيرة هرمز (هرمز الجديدة)، ومنها تُنقل إلى المدن الداخلية في إيران، مما يعزّز أهمية الطرق البحرية في توزيع هذا النوع من الخزف. ويحتوي قصر طوب قابي في إسطنبول على واحدة من أروع مجموعات الخزف الصيني في العالم. ويمكن تأكيد هذا الانتشار المائي للخزف الأزرق والأبيض الصيني من خلال الاكتشافات الأثرية في اليابان وكوريا وجنوب شرق آسيا.
لقد أثّر الطلب المتزايد على الخزف الصيني الأزرق والأبيض في الشرق الأوسط على الإنتاج الصيني، سواء من حيث الكمية أو من حيث نوعية المنتجات المصنّعة. فقد كان التجّار المسلمون في مدينة تشيوانتشو الساحلية بمقاطعة فوجيان يتحكّمون في تسويق هذا الخزف، مع قلّة الدلائل على وجود رعاية مغولية له كفن راقٍ. ونظرًا لوجود الغالبية العظمى من الخزف الصيني الأزرق والأبيض خارج الصين، يتّضح أن إنتاجه كان موجهاً في الغالب إلى المستهلكين في الشرق الأوسط. أما الأواني صغيرة الحجم، مثل أوعية السكب والأكواب ذات القاعدة، والتي تعكس تأثير الأواني المعدنية المغولية، فتُشير إلى استخداماتها المحلية داخل الصين. بينما كان الإنتاج الرئيسي من الخزف الصيني الأزرق والأبيض متمثلاً في الصحون كبيرة الحجم، والتي صُممت خصيصًا لتُصدَّر إلى الشرق الأوسط.

## طالع أيضًا
- المساهمات الإسلامية في أوروبا في العصور الوسطى
- الصخر والموج [الإنجليزية]، أسلوب زخرفي للحدود الخزفية انتقل من الصين إلى تركيا
- طريق الحرير

## ملحوظات
1. 1 2 3
2. 1 2 3 4 5  Notice of the متحف المتروبوليتان للفنون permanent exhibition.
3. ↑  The arts of China by Michael Sullivan p.119ff
4. 1 2 3 4 5 6  Notice of المتحف البريطاني "Islamic Art Room" permanent exhibit.
5. 1 2 3 4  Medieval Islamic civilization: an encyclopedia by Josef W. Meri, Jere L. Bacharach p.143
6. ↑  Studies in Chinese ceramics by Dekun Zheng, Cheng Te-K'Un p.90ff
7. ↑  Vainker, Ch. 5, pp. 134, 140–141 especially
8. ↑  Vainker, 136–137
9. ↑  Vainker, 137–140; Clunas and Harrison-Hall, 86–95
10. ↑  Pierson، Stacey (2012). "The Movement of Chinese Ceramics: Appropriation in Global History". Journal of World History. ج. 23 ع. 1: 9–39. ISSN:1045-6007. JSTOR:41508050. مؤرشف من الأصل في 2024-04-21.
11. ↑  Vainker, 140–142
12. ↑  Vainker, 140–141
13. ↑  Vainker, 142–143
14. 1 2 3 4  The arts of China by Michael Sullivan p.90ff
15. ↑  Chinese glazes: their origins, chemistry, and recreation Nigel Wood p.35ff
16. 1 2 3  Chinese glazes: their origins, chemistry, and recreation Nigel Wood p.35ff
17. 1 2  Chinese glazes: their origins, chemistry, and recreation Nigel Wood p.205ff
18. 1 2  Islamic art by Barbara Brend p.41
19. ↑  Matin، Moujan (أكتوبر 2018). "Glazes, Slips, and Paints". The SAS Encyclopedia of Archaeological Sciences: 1–5. DOI:10.1002/9781119188230.saseas0267. ISBN:9780470674611. S2CID:219883933.
20. ↑  Watson، Oliver (1999). "Museums, Collecting, Art-History and Archaeology". Damaszener Mitteilungen. ج. 11: 421–432.
21. ↑  Watson، Oliver (2014). "Revisiting Samarra: the Rise of Islamic Glazed Pottery". Beiträge zur islamischen Kunst und Archäologie. ج. 4: 123–142. DOI:10.29091/9783954906024/010. S2CID:263237339.
22. ↑  Matin، Moujan؛ Tite، Michael؛ Watson، Oliver (2018). "On the origins of tin-opacified ceramic glazes: New evidence from early Islamic Egypt, the Levant, Mesopotamia, Iran, and Central Asia". Journal of Archaeological Science. ج. 97: 42–66. Bibcode:2018JArSc..97...42M. DOI:10.1016/j.jas.2018.06.011. S2CID:134377361. مؤرشف من الأصل في 2024-11-28.
23. ↑  Teske، Jef (1999). Ceramics from the Orient. ص. 11.
24. ↑  Watson، Oliver (2020). Ceramics of Iran. Yale University Press. ص. 41–55. ISBN:9780300254280.
25. ↑  Watson، Oliver (2015). "Pottery and Light". God is the Light of the Heavens and the Earth: Light in Islamic Art and Culture. Yale University Press. ص. 156–175. ISBN:9780300215281.
26. ↑  Teske، Jef (1999). Ceramics from the Orient. ص. 17.
27. ↑  B.، Avril, Ellen (2004). Heavenly earth : early Chinese ceramics from the Shatzman Collection. Herbert F. Johnson Museum of Art, Cornell University. OCLC:56404169.{{استشهاد بكتاب}}:  صيانة الاستشهاد: أسماء متعددة: قائمة المؤلفين (link)
28. ↑  Mughal، Mohammad Rafique (1992). "Early Muslim Cities in Sindh and Patterns of International Trade". Islamic Studies. ج. 31 ع. 3: 267–286. ISSN:0578-8072. JSTOR:20840081. مؤرشف من الأصل في 2022-02-28.
29. ↑  Atil، Esin (1973). Ceramics from the world of Islam. ص. 3.
30. ↑  Golombek، Lisa (1996). Tamerlane's tableware: a new approach to the chinoiserie ceramics of fifteenth- and sixteenth-century Iran. Mazda in association with Royal Ontario Museum. ISBN:1-56859-043-1. OCLC:905435609.
31. ↑  Golombek، Lisa (2012). "THE LANGUAGE OF OBJECTS IN THE ISLAMIC WORLD: HOW WE TRANSLATE AND INTERPRET IT: Commentary on the symposium roundtable "Objects of and in Islamic History" and Culture". Ars Orientalis. ج. 42: 15–21. ISSN:0571-1371. JSTOR:43489760. مؤرشف من الأصل في 2021-12-06.
32. ↑  Kadoi، Yuka (2009). Islamic chinoiserie : the art of Mongol Iran. Edinburgh: Edinburgh University Press. ISBN:978-0-7486-3583-2. OCLC:608497183.
33. ↑  "Tile Panel". www.metmuseum.org. مؤرشف من الأصل في 2016-04-18. اطلع عليه بتاريخ 2021-12-06.
34. ↑  Necipoglu، Gulru (1990). "From International Timurid to Ottoman: A Change of Taste in Sixteenth-Century Ceramic Tiles". Muqarnas. ج. 7: 136–170. DOI:10.2307/1523126. JSTOR:1523126. مؤرشف من الأصل في 2025-04-01.

## قراءة إضافية
- كانبي، شيلا ر. (محرر). شاه عباس؛ إعادة تشكيل إيران ، 2009، مطبعة المتحف البريطاني،(ردمك 9780714124520)
- Crowe، Yolande (2002). Persia and China: Safavid Blue and White Ceramics in the Victoria and Albert Museum 1501–1738. London: La Borie. ISBN:978-0953819614.
- Rawson, Jessica (1984). Chinese Ornament: The Lotus and the Dragon. London: British Museum Publications Ltd. ISBN:978-0714114316.
- Wilkinson, Charles K. (1973). Nishapur: pottery of the early Islamic period. New York: The Metropolitan Museum of Art. ISBN:0870990764. مؤرشف من الأصل في 2017-12-01.

## روابط خارجية
- دليل الخزف الصيني من مكتبات متحف متروبوليتان للفنون